# Дарюс, Стяпонас
Стя́понас Да́рюс (лит. Steponas Darius, имя при рождении Стяпонас Юця́вичюс-Дара́шюс (лит. Steponas Jucevičius-Darašius) англ. Stephen Darius; 9 января 1896, Darius — 17 июля 1933, Мыслибуж, Западно-Поморское воеводство) — литовский военный лётчик, спортсмен, участник Олимпийских игр, участник войны за независимость; американский лётчик гражданской авиации, представитель литовской диаспоры в США, участник Первой мировой войны. Погиб, совершая трансатлантический перелёт по маршруту Нью-Йорк — Каунас вместе со Стасисом Гиренасом.

## Биография

### Детство и юность
Родился 9 января 1896 года на хуторе Рубишкес, Россиенского уезда Ковенской губернии. Из крестьян. Родители — Йонас Ромуалдас и Аугустина. Крещён в римско-католическую веру.
В 1905 году умирает его отец, и в следующем году мать вторично выходит замуж за Казиса Дягутиса — опекуна семьи.
В 1907 году с семьей эмигрировал в США, где уже жил старший брат.

### Военная карьера
Во время Первой мировой войны вступил добровольцем в Армию США. Был телефонистом. Сражался во Франции, был ранен. Награждён медалями Пурпурное Сердце и Победы. В Армии США с 12 апреля 1917 по 10 мая 1919 года.
В 1920 году поступил в Чикагский университет, где также посещал курсы офицеров запаса, но обучение в нём продолжать не стал. В то время в Литве шла война за независимость, и Дарюс решил принять в ней участие. В том же году он вернулся на родину и вступил в Войско Литовское. Служил в разведывательном отделении Генерального штаба.
15 октября 1920 поступает в Каунасское военное училище, готовившее младших офицеров. 8 мая 1921 года заканчивает училище и зачисляется в артиллерию, но уже 19 июня поступает на курсы лётчиков.
После окончания теоретического курса в 1922 году ему присваивается звание лейтенанта авиации. 1 декабря 1924 года он становится военным лётчиком, а 18 декабря ему присваивается звание старшего лейтенанта.
Стяпонас Дарюс был активным участником Клайпедского восстания 1923 года, являлся одним из его руководителей. За участие в восстании был награждён медалью Освобождения Клайпеды.
В 1927 году вновь выехал в США, где работал в гражданской авиации.

### Трансатлантический перелёт
15 июля 1933 года вместе с лётчиком Стасисом Гиренасом предприняли попытку беспосадочного трансатлантического перелёта по маршруту Нью-Йорк — Каунас (7186 км) на самолёте, названном «Lituanica».
После удачного перелёта над северной частью Атлантического океана, занявшего 37 часов 11 минут, самолёт ночью 17 июля в 0:36 часов берлинского времени потерпел аварию в лесу на территории Германии, недалеко от Золдина; оба лётчика погибли. Самолёт пролетел 6411 км и разбился в 775 км от цели (в Каунасе готовилась торжественная встреча). Место катастрофы ныне находится на территории Польши у деревни Пшчельник под Мыслибужем. Официальная версия немецкой комиссии: причиной аварии назвала плохие погодные условия и перерасход топлива, повёдший к недопустимо опасному снижению. В советском художественном фильме «Полёт через Атлантический океан» представлена версия, не имеющая исторических подтверждений, согласно которой самолёт пролетал над секретным концентрационным лагерем Берлинхен и был сбит.

### Спорт
Дарюс был известным спортсменом, занимался баскетболом, хоккеем, бейсболом, боксом, лёгкой атлетикой. На Олимпийских играх 1924 года в Париже он был запасным вратарём сборной Литвы по футболу. На клубном уровне как футболист выступал за каунасскую команду ЛФЛС. Спортивный стадион в Каунасе назван в честь С. Дарюса и С. Гиренаса.

## Семья
Жена (с 1924 г.) — Яунута Людвика Шкемайте-Дарене-Чижинаускене, учительница
- Дочь — Нийоле Дарюте-Маштарене (1925—1990), врач, автор научных статей по вопросам медицины и книг об отце и Стасисе Гиренасе. В 1973 году стала заниматься живописью, написала более 150 картин. Ее муж — Адольфас Маштарас, хирург. Сын — Скирмунтас, дочь — Гедрима.

## Память
Лётчики были торжественно похоронены в Каунасе на Воинском кладбище и обрели посмертную славу национальных героев Литвы. О лётчиках и их трансатлантическом полёте создано немало стихотворных произведений литовских поэтов: издавались специальные антологии. На русском языке стихотворение памяти Дарюса и Гиренаса написал К. Д. Бальмонт. Деревня, в которой родился Стяпонас Дарюс, переименована в его честь. Имена лётчиков носят улицы в городах Литвы, школы и гимназии, стадион в Каунасе и маленький аэропорт в районе Алексотас. Памятник Дарюсу и Гиренасу установлен в Чикаго, где сложилась большая литовская диаспора. Изображения Дарюса и Гиренаса помещены на банкноте 10 литов.
Рельефные изображения и завещание Стяпонаса Дарюса и Стасиса Гиренаса на валуне Пунтукас по проекту скульптора Бронюс Пундзюс на литовском:
DARIUS ir GIRENAS
Lietuviu tauta laukia is savo sūnu ir drąsesnių žygių ... jaunoji Lietuva. Mūsų pasekimas tegu sustiprina tavo dvasią ir pasitikėjimą savo jėgomis ir gabumais. Bet jei Neptūnas ar galingasis audrų Perkūnas ir mums bus rūstus.-- pastos mums kelią į Jaunąją Lietuvą. - Tada Tu, turėsi iš naujo ryžtis. Aukotis ir pasirengti naujam žygiui. Kad audringuju vandenyno dievai butu patenkinti tavo pastangomis pasiryzimu ir nekviestu taves i didiji teisma...
Stepas Darius
Stasys Girėnas
ДАРИЙ и ГИРЕН 
Литовский народ ждет более смелых путешествий от своих сыновей... молодой Литвы. Пусть следование за нами укрепит ваш дух и уверенность в собственных силах и возможностях. Но если разгневается на нас Нептун или могучий Гром бурь - они проложат нам путь в Младую Литву. - Тогда вам придется решать снова. Жертвуйте и готовьтесь к новому путешествию. Чтобы боги бушующего океана были довольны вашими усилиями, я не приглашу вас на великий суд...
Стяпонас Дарюс
Стасис ГиренасСтепас Дарий, Стасис Гиренас 1933. VII. 15
- Почтовая марка в память полёта Дарюса и Гиренаса
- Монета 10 литов, выпущенная к 60-летию полёта Дарюса и Гиренаса (1993)
- 10 литов (2001)

## Награды
- Медаль Освобождения Клайпеды
- Пурпурное сердце
- Медаль Победы